# 夏川るい
夏川 るい（なつかわ るい、1987年7月1日 - ）は、日本の元AV女優。

## 人物・略歴
北海道札幌市出身。2007年7月にビデオメーカー・BEAUTYの専属モデルとしてAVデビュー。小柄ながら大人びた顔立ちの美少女タイプの女優。
4作品に出演し専属を離れ、以降は多数のビデオメーカー作品に出演した。
2009年4月の『解禁!!アナルFUCK』をもって引退を発表した。
2011年6月に夏希アンジュ（なつき あんじゅ、1987年7月7日 - ）名義で再デビュー。

## 『エリカ様』発売中止
2008年2月に発売予定であった夏川出演の作品『エリカ様』（レアル・ワークス）が、直前になって発売中止となる騒動が起きた。
パッケージ写真の夏川の容姿が沢尻エリカによく似ていたことや、沢尻自身の態度や言動に注目が集まっていた時期だったこともあって発売前から話題となっていた作品だった。メーカーは発売中止の理由を明らかにしていない。
また、翌月に発売予定だった『超激似!!! 衝撃! エ○カ様がついにAVデビュー!?』（V&Rプロダクツ）も発売中止となっている。

## 出演作品

### アダルトビデオ
2007年
- Brand New Girl（7月25日、BEAUTY） ※デビュー作
- Cosplay Princess（8月25日、BEAUTY）
- 現役モデル潮吹き大乱交（9月25日、BEAUTY）
- 現役モデル中出しセックス（10月25日、BEAUTY）
- MODEL CLUB CLASS A ver.07（12月14日、silvia）…オムニバス作品
- 一人暮らし（12月21日、ケイ・エム・プロデュース）
- トーキョー★ポルノ★デイズ act.14　（12月21日、無敵屋）

2008年
- ハイスクール性春白書（1月1日、アイデアポケット）
- 顔騎圧迫（1月27日、実録出版）…オムニバス作品
- 電マ大開脚（2月1日、映天）…オムニバス作品
- 中出し新入社員 5（2月7日、タカラ映像）
- 鮮度抜群 女子校生ザーメン中出し 14　（2月8日、エイチエス映像）
- 街娘（2月9日、フリービジョン）…オムニバス作品
- 夏川るいとの2人だけの時間（2月13日、オーロラプロジェクト）
- SEX LOG 美少女アクメ記録 01　（2月20日、エイチエス映像） ※「はるか」名義
- エリカ様（2月22日、レアル・ワークス） ※発売中止
- 私立IP女学院 3（3月1日、アイデアポケット）
- 超激似!!! 衝撃! エ○カ様がついにAVデビュー!?　（3月6日、V&Rプロダクツ） ※発売中止
- 女子校生れず先輩と私 80（3月7日、U&K）
- 女子校生強制中出し 15（3月8日、隼エージェンシー）…オムニバス作品
- パジャマでおじゃま 03（3月12日、プレステージ）
- TOKYO風俗地下クラブ（3月15日、トップワン）
- 素人援交ハメ撮り フリーター援交少女・沢○エリカ似Dカップ　（3月19日、エイチエス映像）
- 無許可生中出し 号泣脱水アクメ（3月20日、スターパラダイス）
- GAL校生 #03　（4月11日、プレステージ）
- フェラコレ2008春SP 24人のフェラジェンヌ（4月12日、隼エージェンシー）
- GALレイプ 無理やり犯される7人のギャルたち（4月12日、隼エージェンシー）…オムニバス作品
- サ・ギャルナン・ゲット! 45　（4月17日、グローリークエスト）…※「Rui」名義
- FELLATIO FESTIVAL 9　（5月1日、アイデアポケット）…オムニバス作品
- 中出し女子校生暴行 〜狙われた制服美女3時間〜　（5月9日、ビッグモーカル）…オムニバス作品
- こだわりの手コキ 4時間SP 30人のハンドメイド　（5月10日、隼エージェンシー）
- 中出し強要ギャル痴女NEO 4時間 2　（5月16日、ケイ・エム・プロデュース）…オムニバス作品
- BANQUISH 22　（5月23日、プレステージ） ※「RUI」名義
- 禁断のレズビアン倶楽部　（6月6日、アウダースジャパン）
- DOKIレズ 23　（6月6日、アウダースジャパン）…オムニバス作品
- 新・素人女子校生 [CLASS-A] 3　（6月13日、ビッグモーカル）…オムニバス作品
- フェラ!!大好き!? 13人のフェラ好きガールズ（6月14日、隼エージェンシー）
- 黒人中出し21連発 [夏川るい]　（6月13日、カルマ）
- ジガドリ★オナニー 14　（6月28日、ラハイナ東海）…オムニバス作品
- IP OFFICE 2　（7月1日、アイデアポケット）
- 「女の口は嘘をつく。」 雌女ANTHOLOGY #059　（7月4日、アウダースジャパン）
- 美脚クラブ180　（7月19日、ミスター・インパクト）…他多数出演
- いい中出し 愛ある中出し お願い中に出して欲しいのNEO　（8月18日、ケイ・エム・プロデュース）…オムニバス作品
- FELLATIO FESTIVAL 11　（9月1日、アイデアポケット）…オムニバス作品
- VIP ROOM 夢のようなサービスを受けられる7つの部屋（9月13日、隼エージェンシー）…オムニバス作品
- ギャルズライフ　（9月19日、ミスター・インパクト）…オムニバス作品
- 現役ガールズダンサー 生中出しFUCK!!（10月1日、ワンズファクトリー） ※「RUI」名義
- フェラコレ2008秋SP 31人のフェラジェンヌ　（10月11日、隼エージェンシー）
- 逆ナンパ女子校生 2（10月11日、隼エージェンシー）…オムニバス作品
- KARMAファン感謝祭 コレで見納め?! ロリロリバスツアーFINAL（10月13日、カルマ）
- 山○モナ 激似素人AV（11月15日、エイチエス映像） ※「Rina」名義
- 黒人乱交ファック 3（11月22日、カルマ）…※AVグランプリ2009 女優作品部門エントリー作品
- ショーパン 04 現役女子大生中出し　（12月3日、プレステージ）
- こだわりの手コキ4時間SP 10 30人のハンドメイド　（12月13日、隼エージェンシー）
- 遂にここまで進化した!! ストップモーション機能付きケータイを手に入れた!　（12月18日、SODクリエイト）

2009年
- 真正中出し!　（1月31日、モブスターズ）
- レズオナニー VS レズローション　（2月13日、U&K）…オムニバス作品
- L Beautiful Lesbian VOL.3 〜重なり合う柔肌から始まる求愛レズ〜　（3月13日、U&K）
- 職場にナイショでAVび出たオンナたち 6　（3月21日、h.m.p）…オムニバス作品
- FELLATIO FESTIVAL FESTIVAL 3　（4月1日、アイデアポケット）
- 解禁!!アナルFUCK　（4月19日、エムズビデオグループ） ※引退作
- NAMANAKA GALS ON LIVE　（4月24日、ピエロ）…オムニバス作品

2010年
- ソルトシャワー 美女のおしっこみせて! VOL.3　（2月19日、ゲロニア/妄想族）

2011年
- 謎の絶世美女 夏希アンジュ　（6月1日、アイデアポケット）
- 帰宅部少女 帰宅部 あんじゅ　（8月26日、ラマ）
- 謎の絶世美女と老人の濃厚な接吻とSEX 夏希アンジュ　（10月25日、Fantasista）
- レイアとアンジュの童貞狩り 夏希アンジュ　（11月15日、STAR PARADISE）
- あ～やらしい！29 天使の精飲 夏希アンジュ　（11月18日、映天）

## テレビ出演
- 探せ! ボクらのぷるる〜ん娘 #6　（MONDO21）

## 電子書籍
- 初脱ぎ娘! 夏川るい vol.1　（2008年8月21日、グラフィス）
- 初脱ぎ娘! 夏川るい vol.2　（2008年9月4日、グラフィス）
- 初脱ぎ娘! 夏川るい vol.3　（2009年2月5日、グラフィス）